# 新濱町

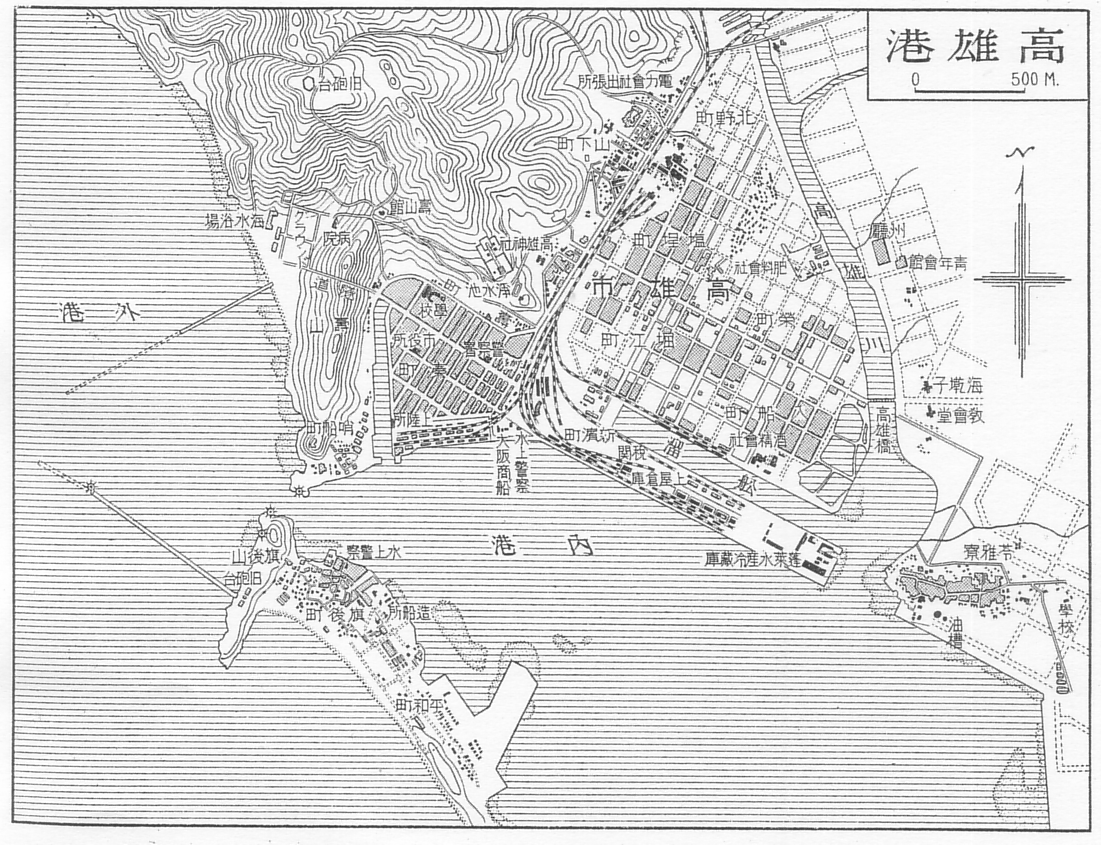
1930年左右的高雄地圖，可見當時的高雄市各町。

新濱町是台灣日治時期高雄市的行政區劃之一，共分一～三丁目，因為高雄港而得名。該町是高雄築港時的海埔新生地，曾經是高雄的商業中心，今哈瑪星之一部，約等於鼓山區麗興、維生兩里所轄範圍。

## 町內設施
- 高雄驛→高雄港驛（現高雄港車站）
- 高雄稅關（現高雄關稅局）
- 高雄商品陳列館
- 三和銀行高雄支店（原三十四銀行高雄支店）
- 臺灣商工銀行高雄支店
- 高雄州青果物同業組合
- 三井物產株式會社高雄支店
- 大阪商船株式會社高雄支店
- 高雄信用組合
- 壽住宅信用利用組合
- 高雄魚市株式會社
- 山形屋
- 滋養軒
- 春田館
- 神戶館
- 益城館
- 日東商船組
- 佐佐木商店高雄支店
- 明治製菓高雄配給所
- 一二三亭
- 本島館
- 高州御旅館
- 合美運輸組
- 協和商店
- 新濱町一丁目連棟紅磚街屋
- 光華眼科醫院
- 南里商店

## 產業
日治時期設置於町內的公司包括高雄信用組合、壽住宅信用利用組合等。

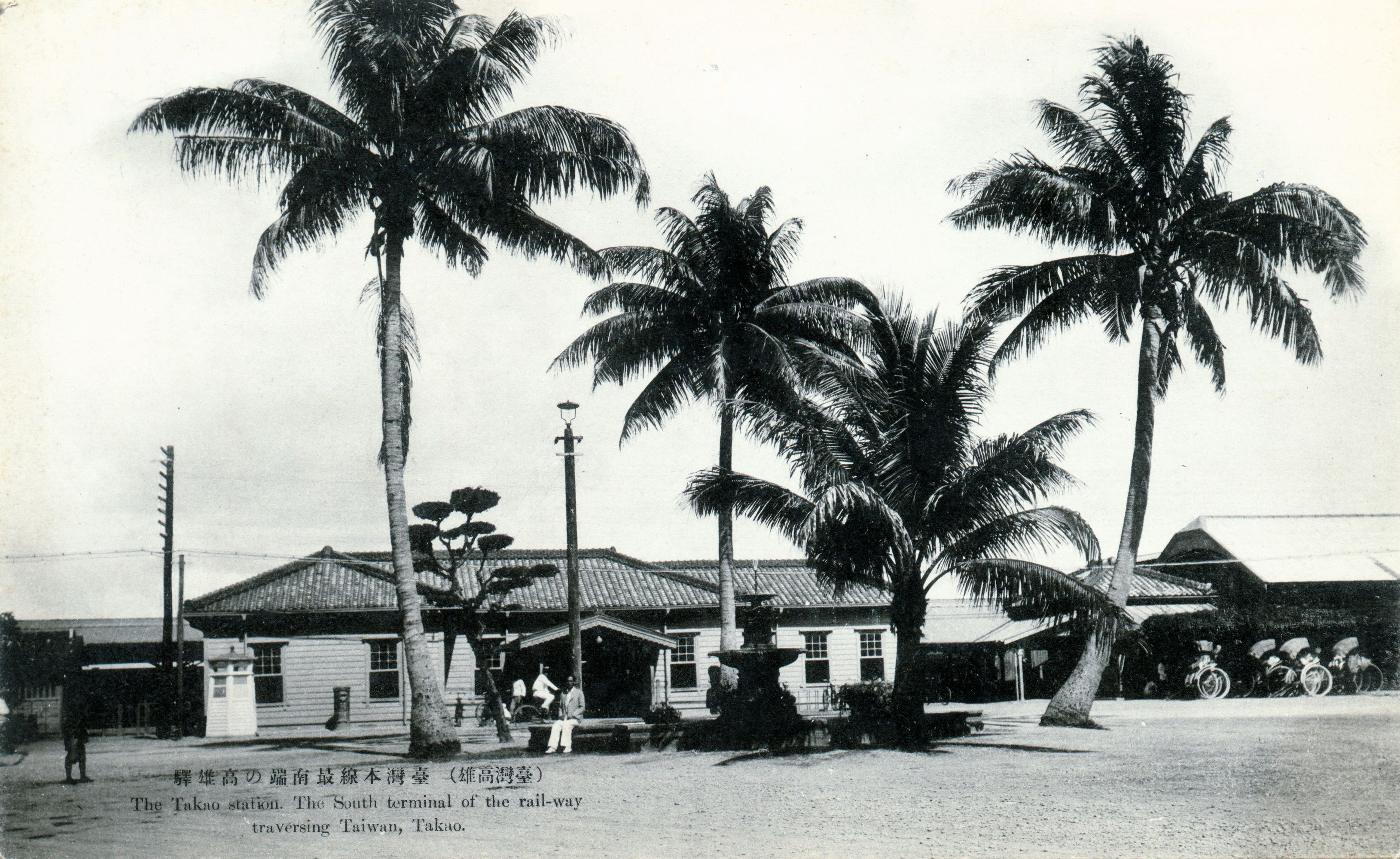
打狗驛
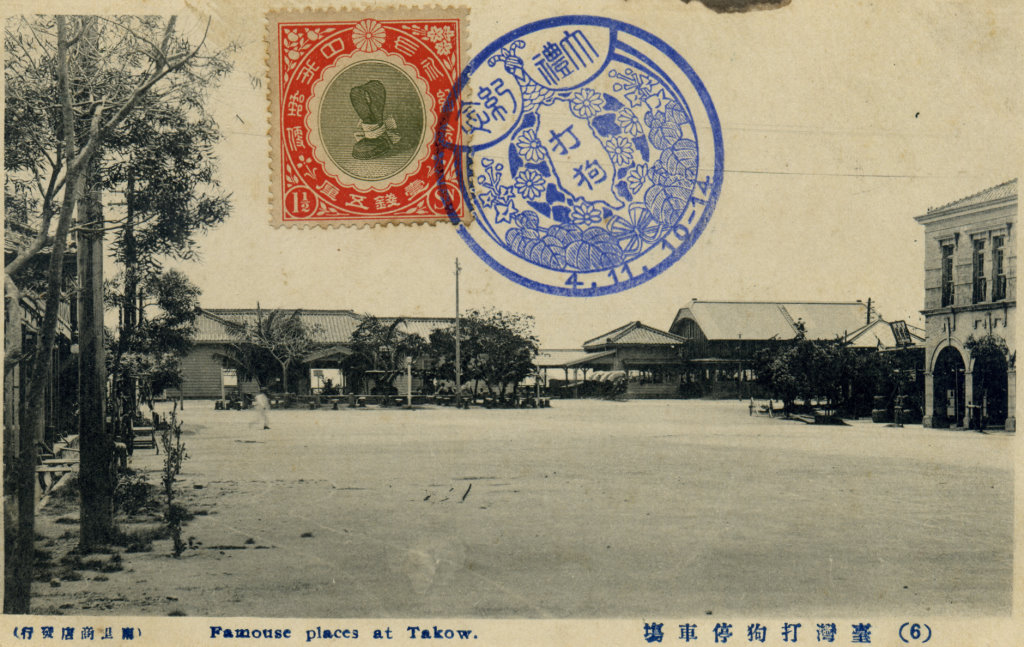
打狗驛
高雄稅關廳
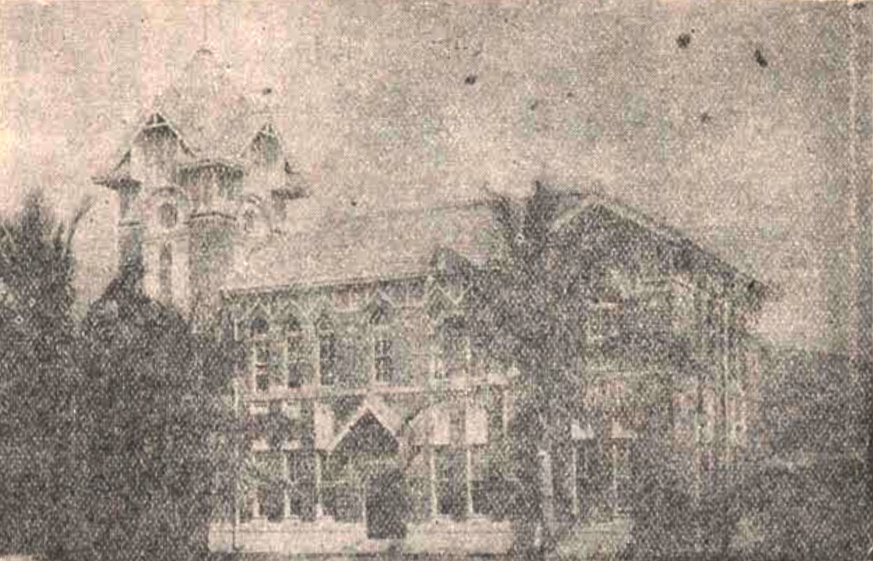
高雄州青果同業組合
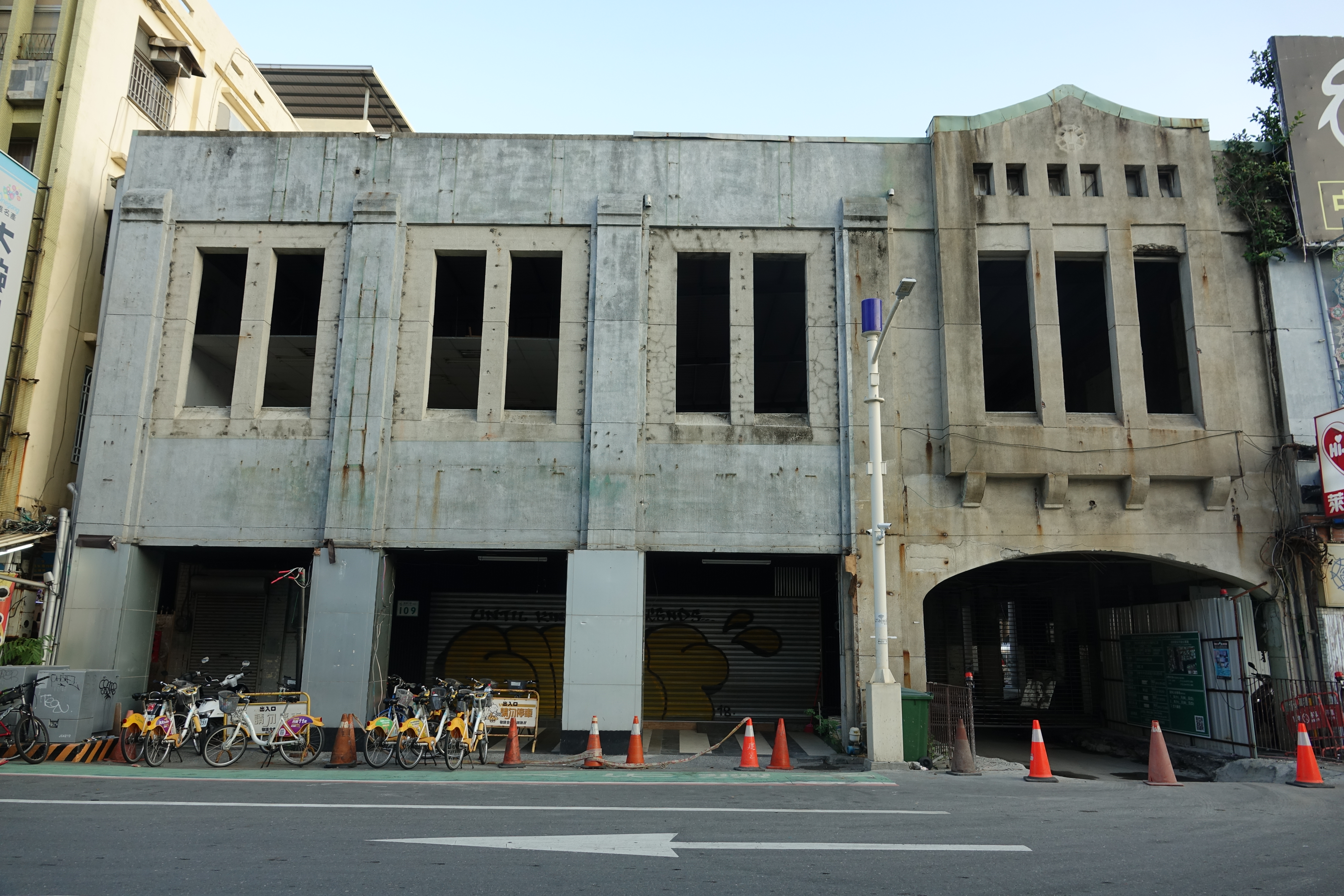
高雄魚市株式會社
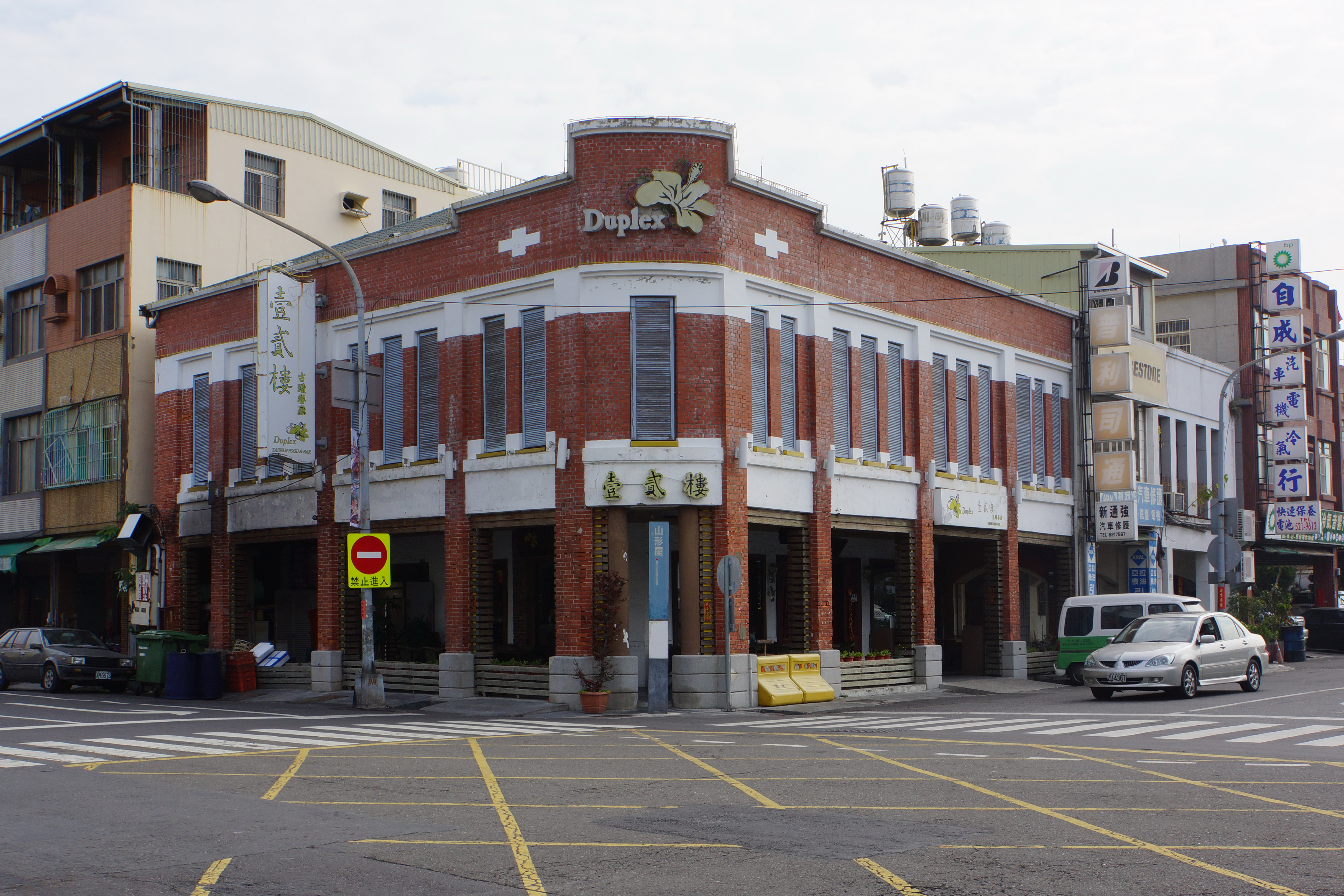
山形屋
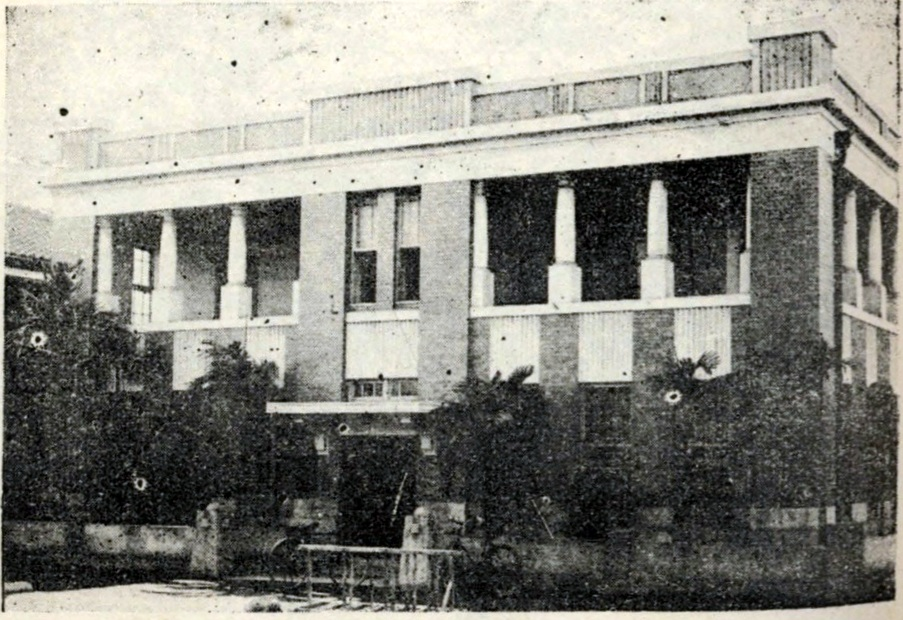
三和銀行高雄支店
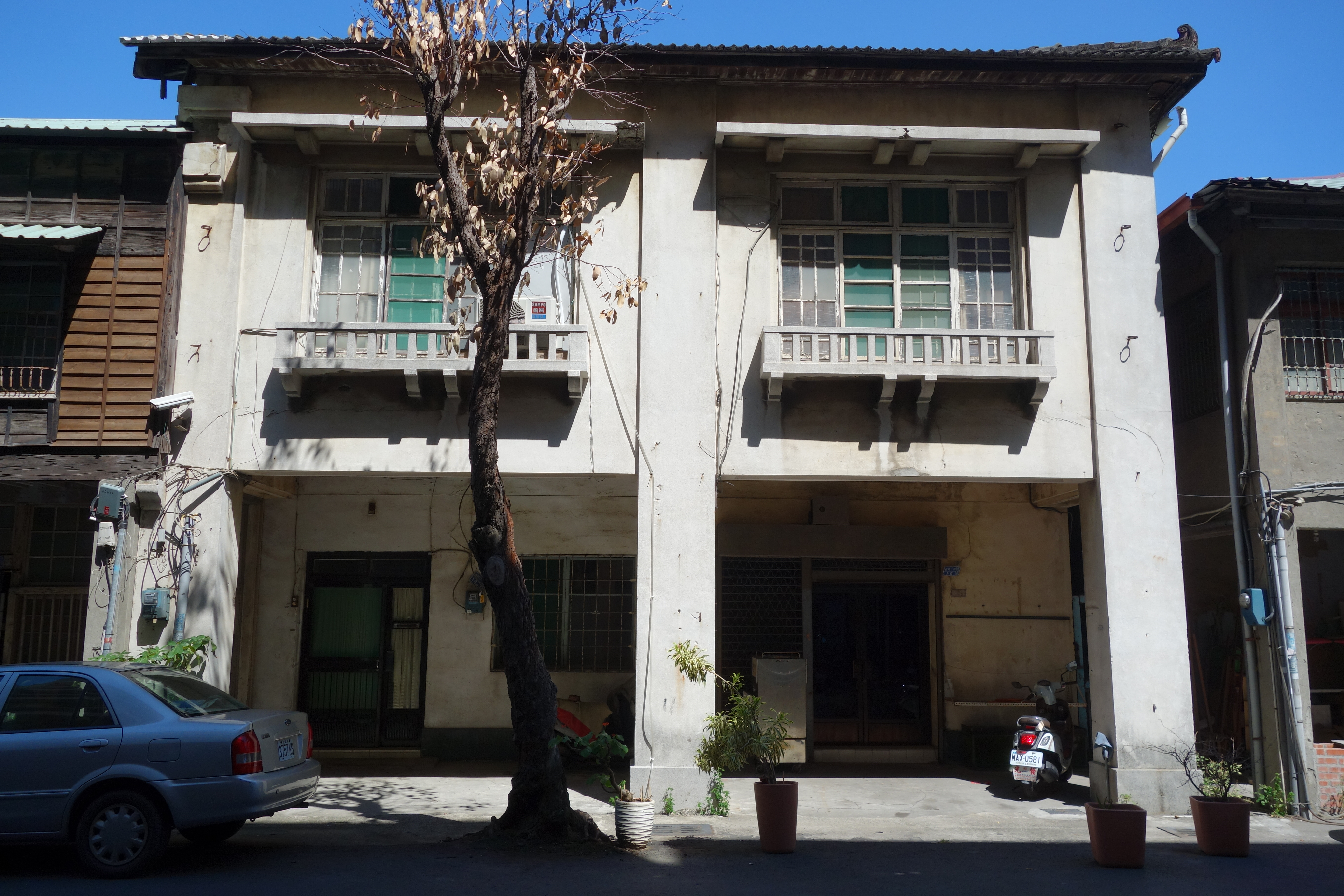
佐佐木商店高雄支店
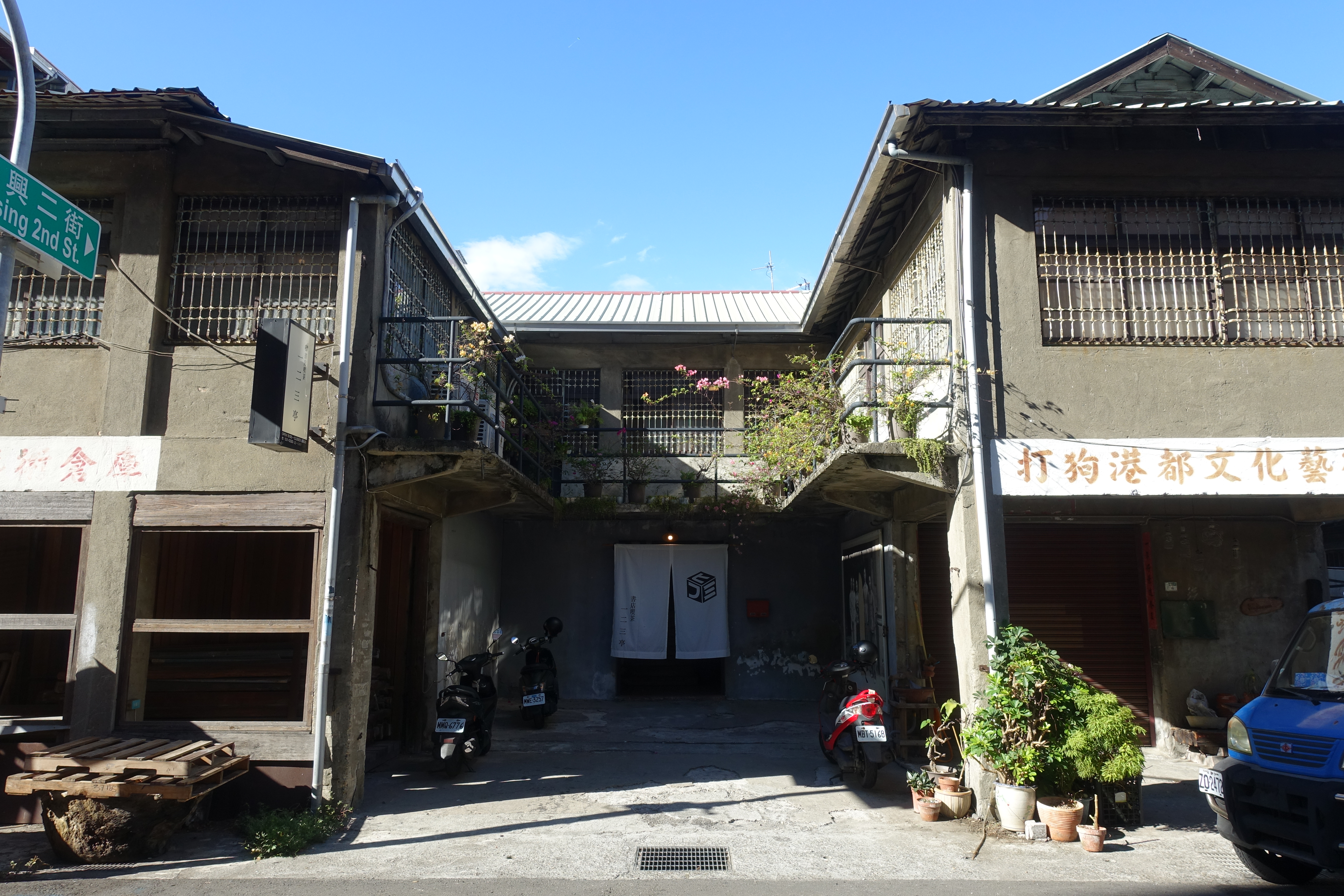
一二三亭
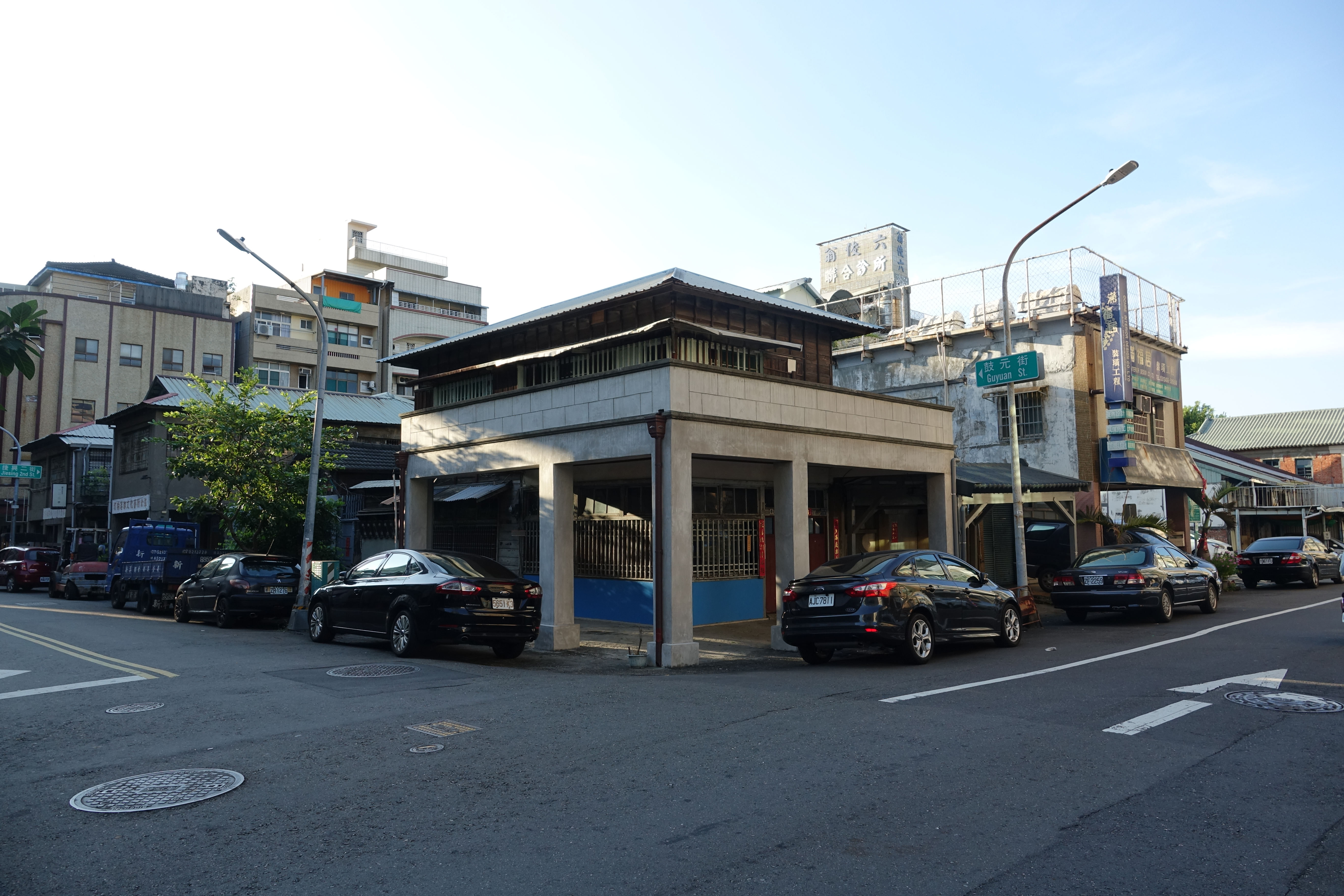
明治製菓高雄配給所
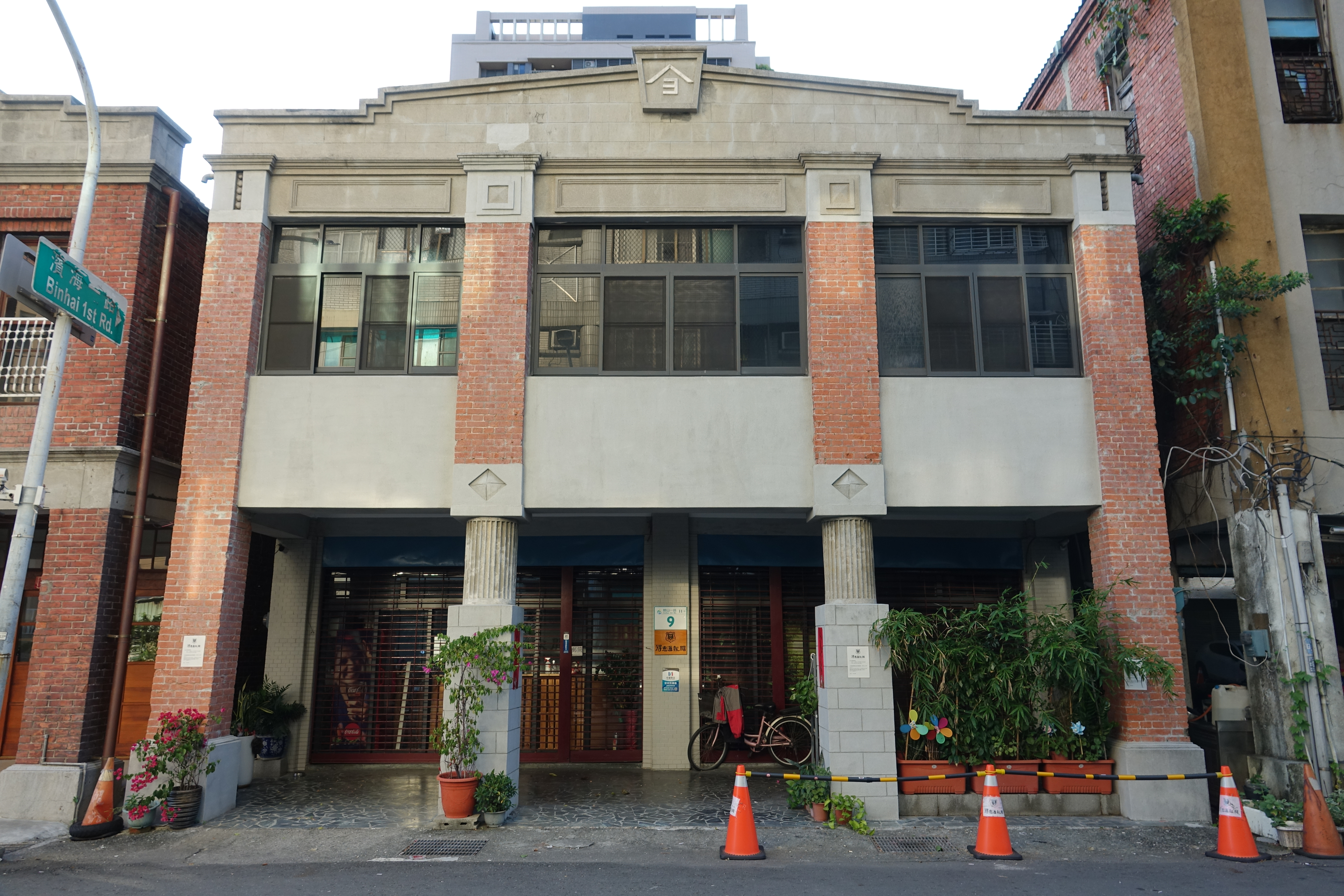
協和商店
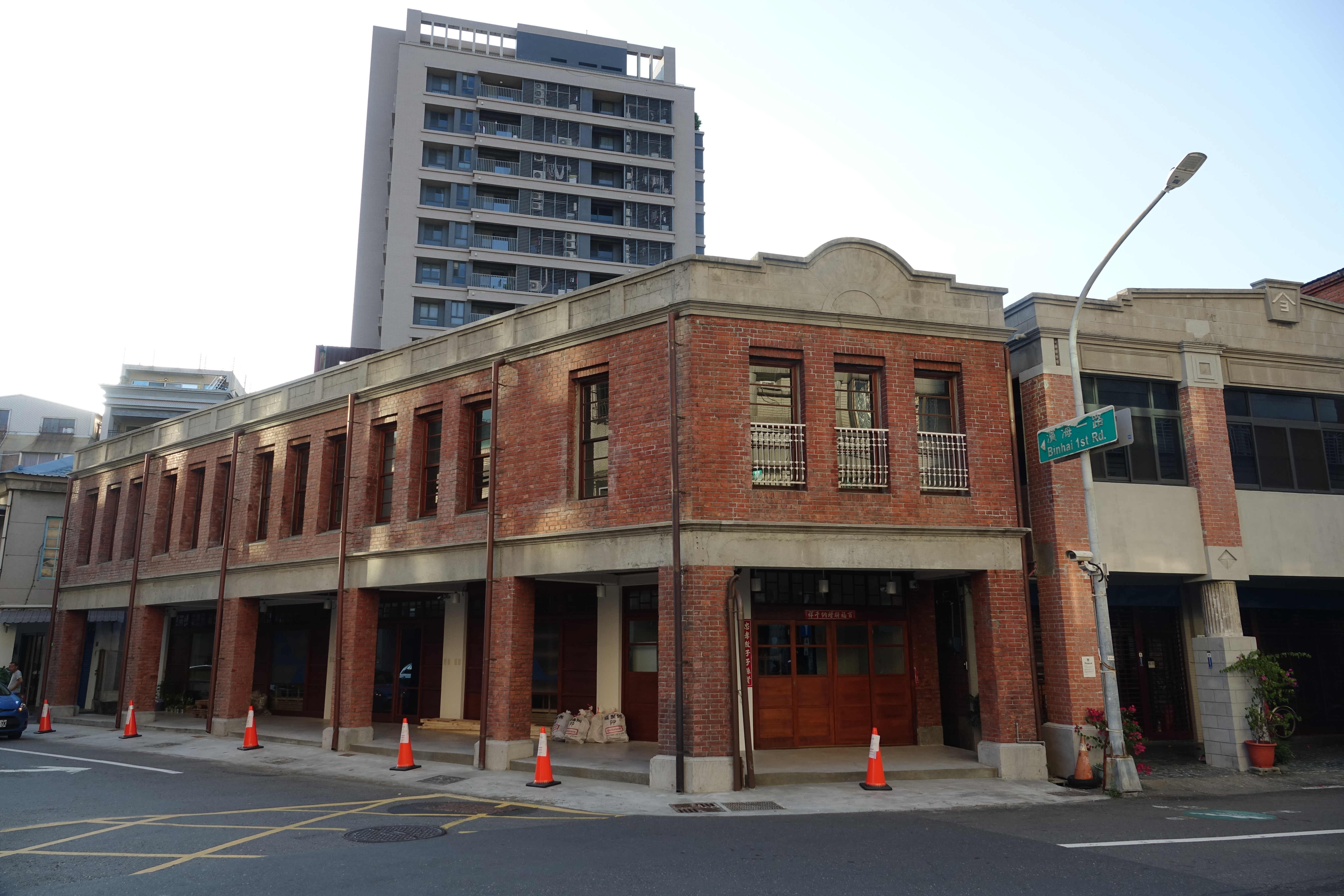
新濱町一丁目連棟紅磚街屋
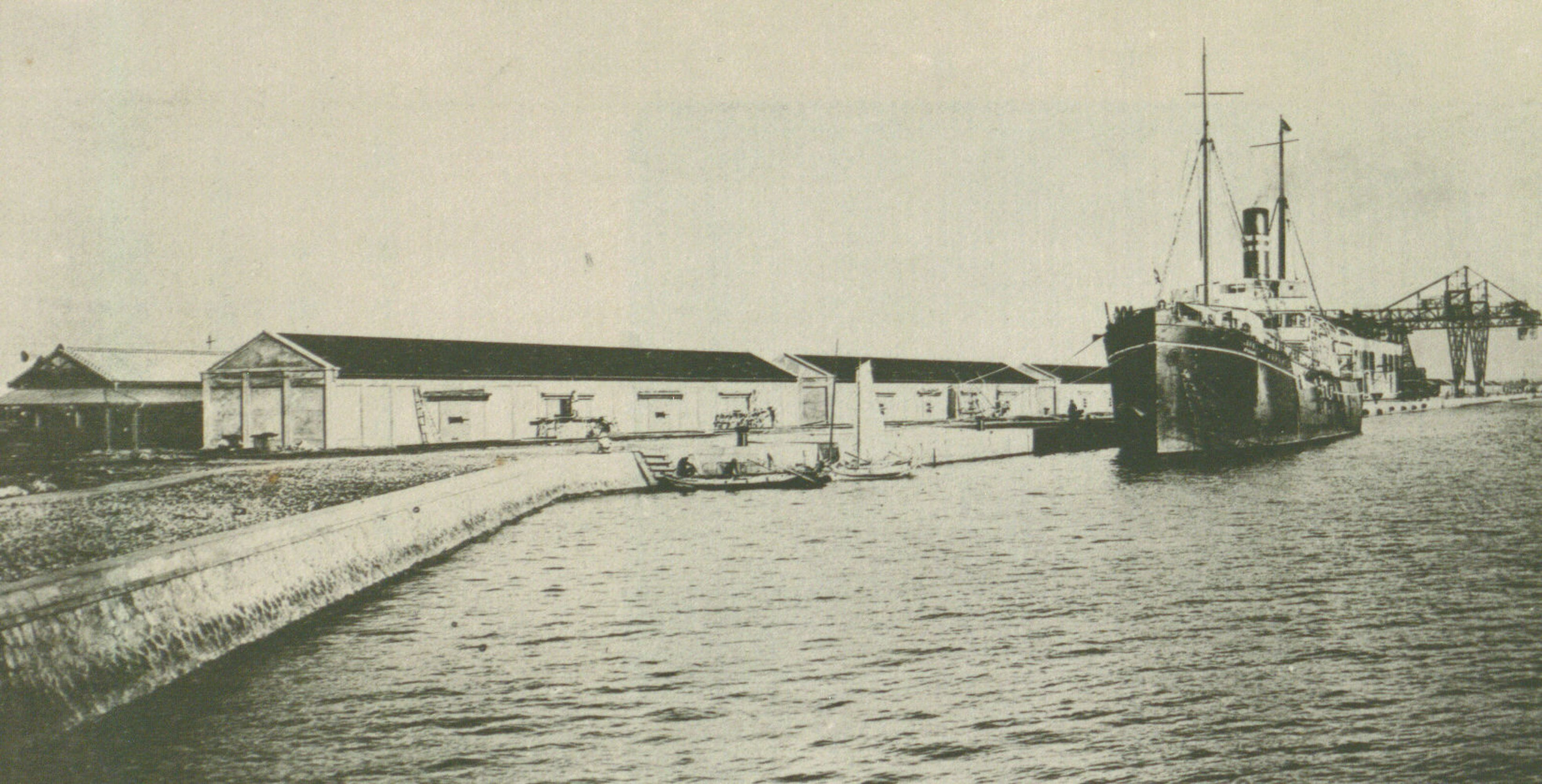
打狗港上屋倉庫（今棧貳庫一帶）
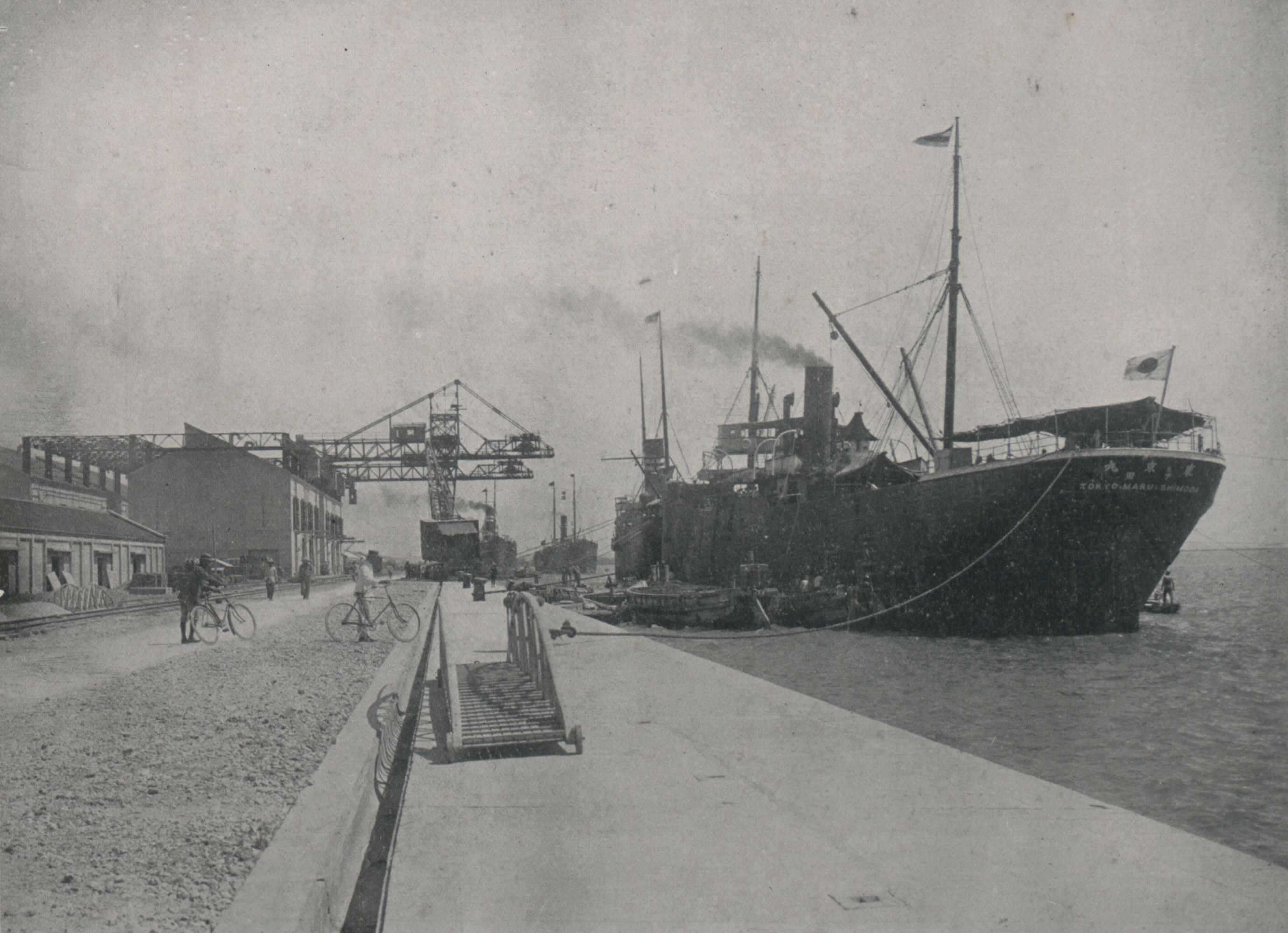
打狗港內岸壁（今3號碼頭一帶）
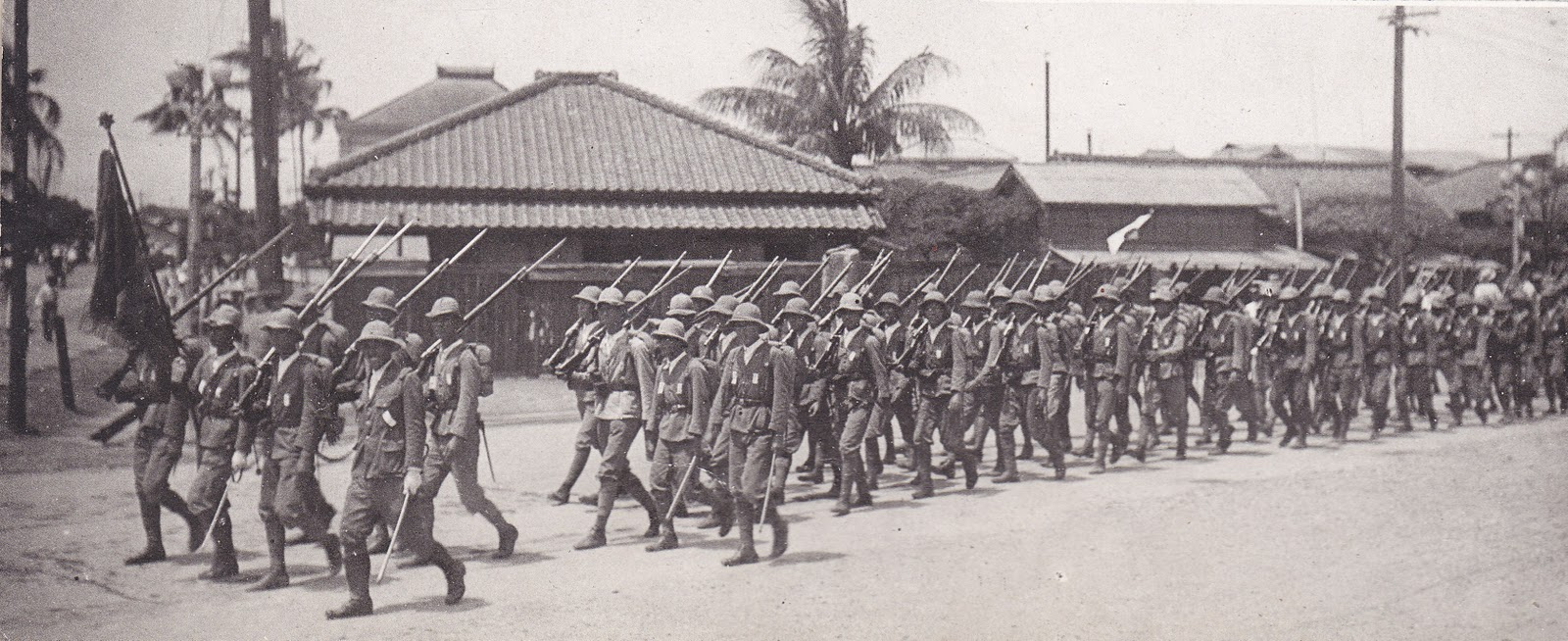
高雄州立高雄中學校學生行軍於今臨海一路、鼓山一路口
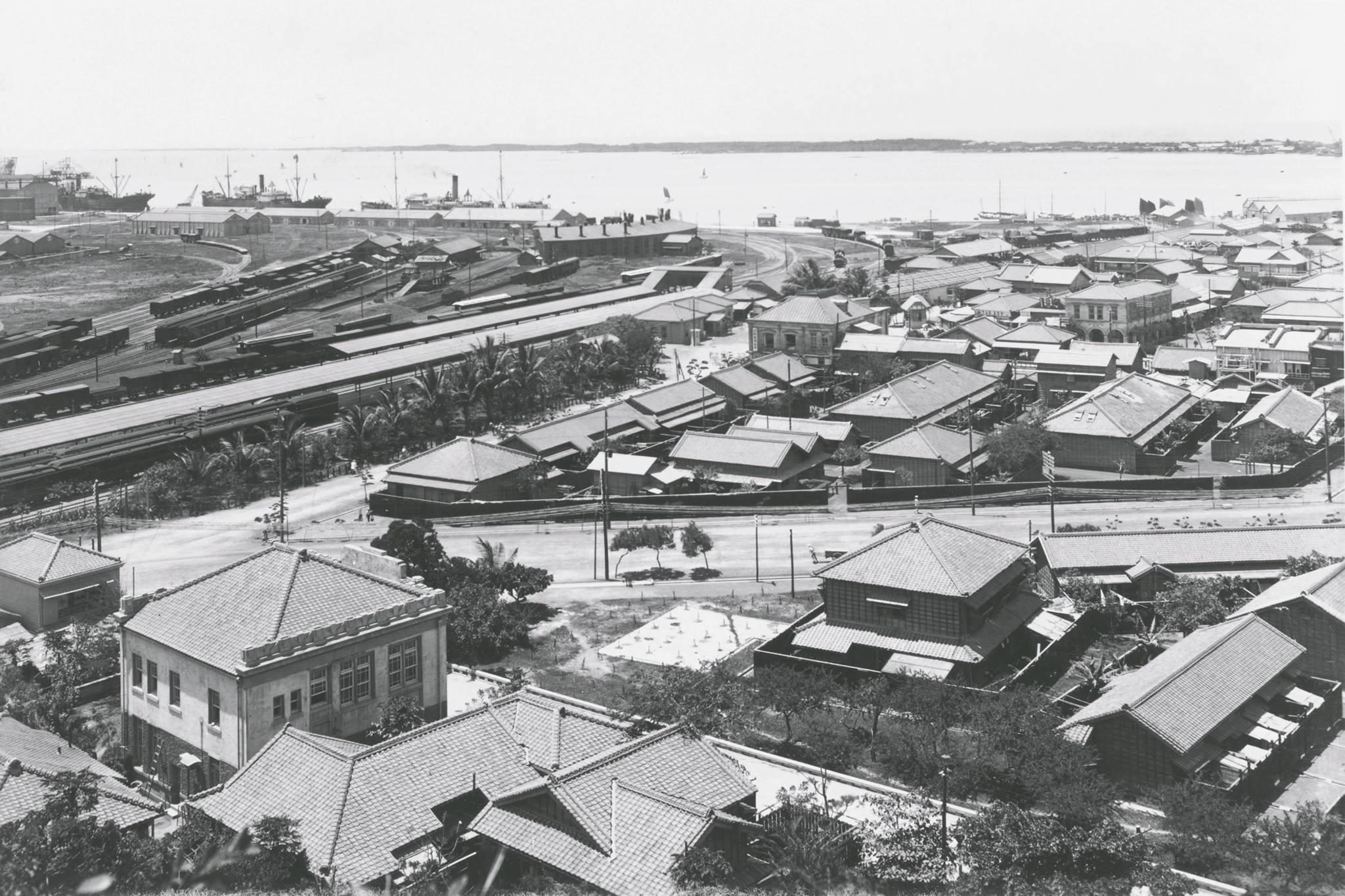
由壽山俯瞰新濱町
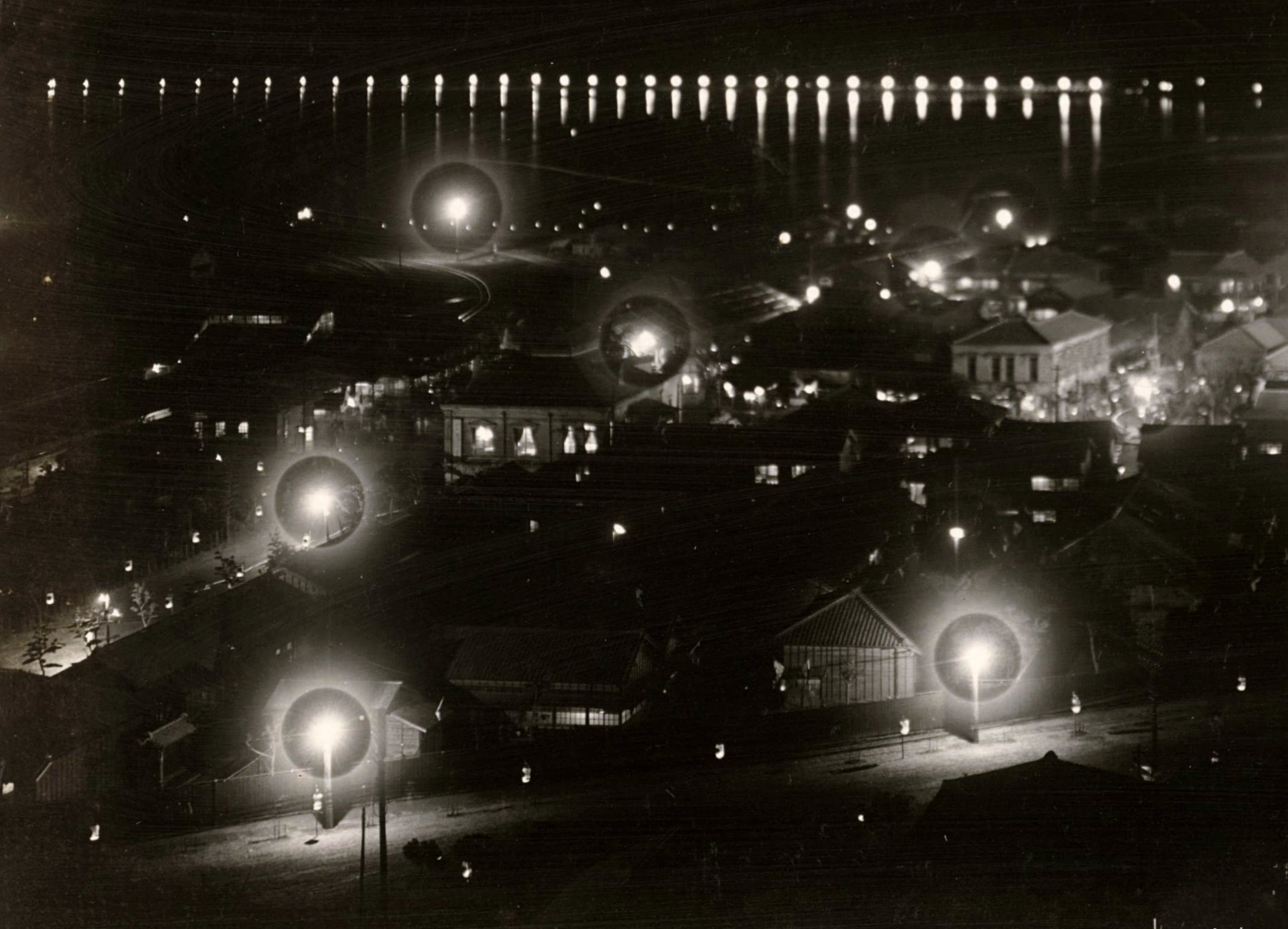
由壽山俯瞰新濱町夜景
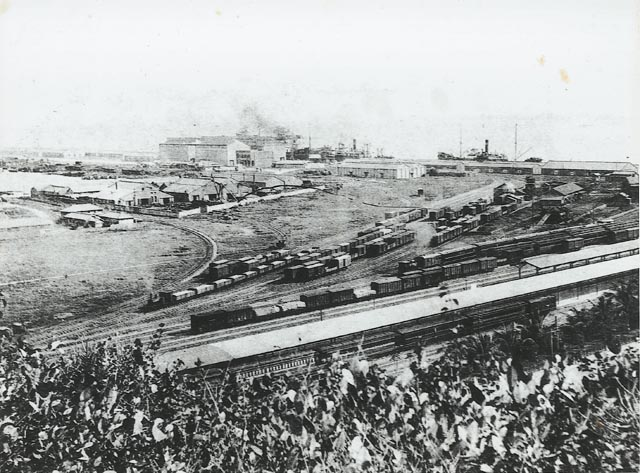
由壽山俯瞰新濱町及打狗驛
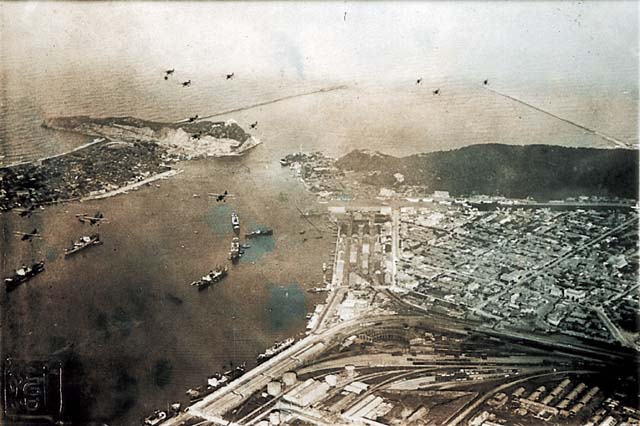
鳥瞰湊町、新濱町、山下町、壽町、哨船町、旗後町、堀江町